# Liste des édifices labellisés « Architecture contemporaine remarquable » du Pas-de-Calais
Cet article recense les édifices labellisés « Architecture contemporaine remarquable » du Pas-de-Calais, en France.
Le label « Architecture contemporaine remarquable » remplace depuis 2016 l'ancien label « Patrimoine du XXe siècle ». Il ne prend en compte que des édifices de moins de 100 ans à la date de labellisation, et qui ne sont pas protégés comme monuments historiques.
Au début 2024, le Pas-de-Calais compte 15 édifices ainsi labellisés.

## Liste
| Monument                                                               | Commune                | Adresse                                       | Coordonnées                      | Notice     | Date | Illustration               |
| ---------------------------------------------------------------------- | ---------------------- | --------------------------------------------- | -------------------------------- | ---------- | ---- | -------------------------- |
| Modèle innovation Maille                                               | Arques                 | Rue Albert-Camus Avenue Georges-Buffon        | 50° 44′ 20″ nord, 2° 16′ 35″ est | ACR0001715 | 2022 | Image manquante Téléverser |
| Résidence du Ballon                                                    | Beuvry                 | Rue du Ballon                                 | 50° 30′ 51″ nord, 2° 40′ 51″ est | ACR0001712 | 2022 | Image manquante Téléverser |
| Buildings du quai Gambetta                                             | Boulogne-sur-Mer       | quai Gambetta                                 | 50° 43′ 32″ nord, 1° 36′ 05″ est | ACR0000629 | 2009 | Image manquante Téléverser |
| Église Saint-Jean-Baptiste                                             | Boulogne-sur-Mer       | 1-3 allée Gustave-Flaubert                    | 50° 43′ 07″ nord, 1° 36′ 07″ est | ACR0000627 | 2004 | Image manquante Téléverser |
| Résidence Le Hamel                                                     | Bruay-la-Buissière     | Rues de Valhuon Rue Augustin-Caron Rue Diéval | 50° 28′ 37″ nord, 2° 32′ 15″ est | ACR0001716 | 2022 | Image manquante Téléverser |
| Musée des beaux-arts                                                   | Calais                 | 25 rue Richelieu                              | 50° 57′ 25″ nord, 1° 51′ 06″ est | ACR0001815 | 2023 | Musée des beaux-arts       |
| Musée de la céramique                                                  | Desvres                | Rue Jean-Macé                                 | 50° 40′ 00″ nord, 1° 50′ 31″ est | ACR0001806 | 2023 | Musée de la céramique      |
| Cité du 10                                                             | Hersin-Coupigny        | Place des Oiseaux Boulevard de la Fosse 10    | 50° 26′ 16″ nord, 2° 39′ 06″ est | ACR0001717 | 2022 | Image manquante Téléverser |
| Louvre-Lens                                                            | Lens                   | 6 rue Charles-Lecocq                          | 50° 25′ 52″ nord, 2° 48′ 15″ est | ACR0001812 | 2022 | Louvre-Lens                |
| Résidence Les Marichelles                                              | Liévin                 | Avenue de la Résistance                       | 50° 25′ 49″ nord, 2° 46′ 12″ est | ACR0001709 | 2022 | Image manquante Téléverser |
| Résidences Romain-Roland, Jacques-Prévert, Albert-Camus et Paul-Éluard | Longuenesse            |                                               | 50° 44′ 17″ nord, 2° 15′ 53″ est | ACR0001719 | 2022 | Image manquante Téléverser |
| Modèle Innovation Sicca Sigma                                          | Méricourt              | Rue des Fontinettes                           | 50° 24′ 39″ nord, 2° 52′ 48″ est | ACR0001718 | 2022 | Image manquante Téléverser |
| Hôtel de ville                                                         | Le Portel              | 51 rue Carnot                                 | 50° 42′ 30″ nord, 1° 34′ 35″ est | ACR0000630 | 2004 | Hôtel de ville             |
| Lycée hôtelier                                                         | Le Touquet-Paris-Plage | Avenue du Château                             | 50° 31′ 03″ nord, 1° 35′ 44″ est | ACR0000631 | 2004 | Lycée hôtelier             |
| Modèle Innovation Maisons Gradins Jardins                              | Vermelles              | 139 rue Arthur-Lamendin                       | 50° 28′ 46″ nord, 2° 44′ 44″ est | ACR0001710 | 2022 | Image manquante Téléverser |